# Unelli

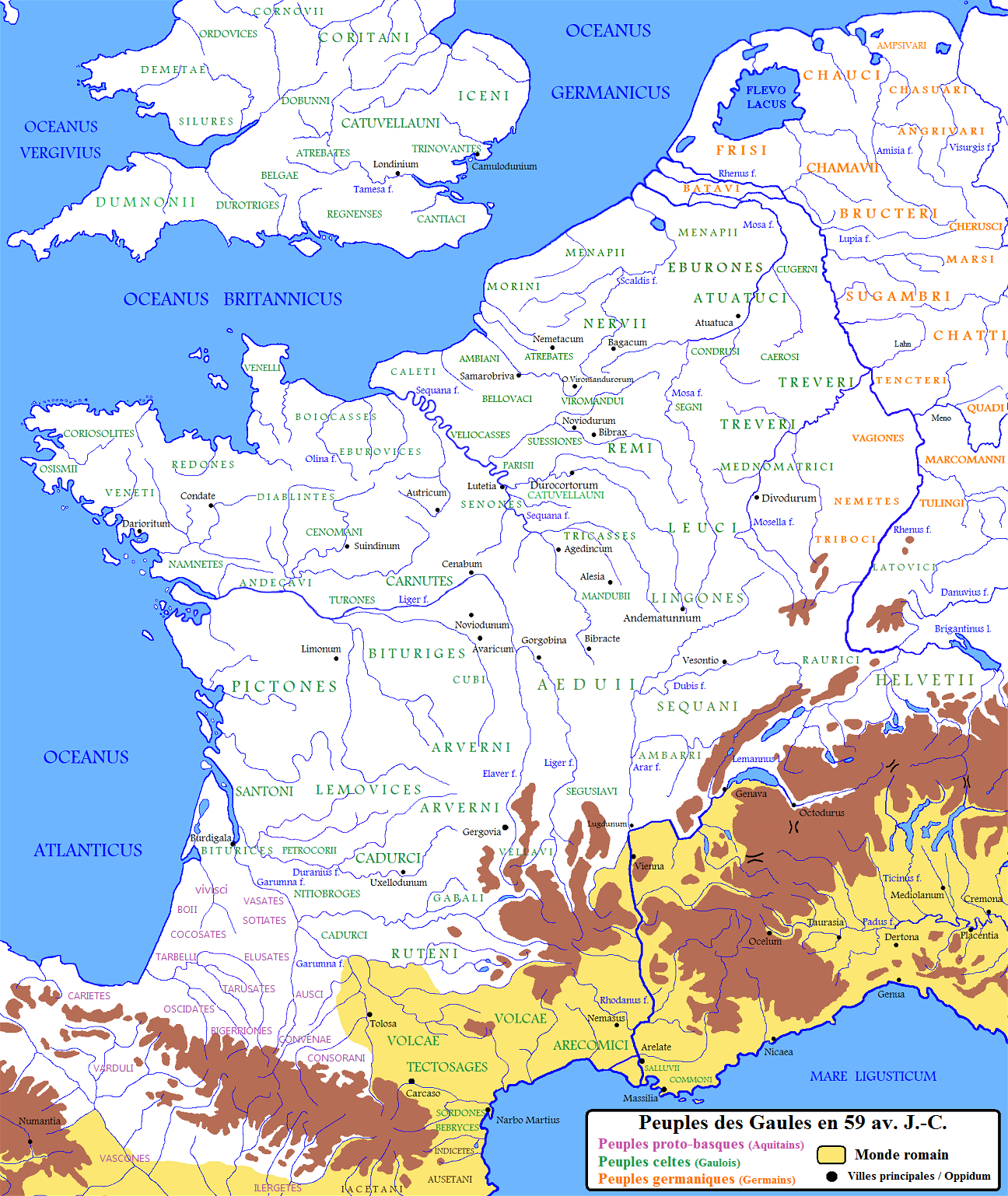
Le tribù galliche

Gli Unelli o Venelli erano una delle tribù galliche  che durante la conquista della Gallia da parte di Giulio Cesare, nel 58-51 a.C., erano stanziate nella regione armoricana della Gallia comata sulla penisola del Cotentin, il nord dell'attuale dipartimento del Manica.
La capitale degli Unelli era Cosedia, oggi Coutances.
Gli Unelli confinavano con i Baiocassi e i Viducassi, a est e a sud-est, e con gli Abrincati a sud.
Nell'estate del 57 a.C. si sottomisero insieme agli altri popoli gallici alla legione di Publio Licinio Crasso, ma qualche mese dopo si unirono alla rivolta iniziata dai Veneti e, raggiunti dagli Aulerci ed Eburovici e dai Lessovi, affrontarono tra Vire e Avranches le tre legioni del legato Quinto Titurio Sabino. L'esercito gallo, comandato da Viridovix, capo degli Unelli, fu sconfitto nel suo assalto al campo romano. Gli Unelli, come la maggior parte dei popoli della Gallia, fecero in seguito parte della coalizione che avrebbe inviato cinque anni più tardi un esercito in soccorso di Vercingetorige assediato ad Alesia. Il loro apporto non sembra sia stato maggiore di 3.000 guerrieri.

## Fonti antiche
- Giulio Cesare, De bello Gallico, Testo italiano/latino Archiviato il 5 febbraio 2008 in Internet Archive.:
  -  II, 34, su giorgiotave.it. URL consultato il 29 gennaio 2008 (archiviato dall'url originale il 10 febbraio 2008).
  -  III, 11 e 17, su giorgiotave.it. URL consultato il 29 gennaio 2008 (archiviato dall'url originale il 5 febbraio 2008).
  -  VII, 75, su giorgiotave.it. URL consultato il 29 gennaio 2008 (archiviato dall'url originale il 17 gennaio 2008).
- Plinio, Naturalis Historia, IV, 107:
  - (LA)  Testo completo in latino  da LacusCurtius
- Tolomeo, Geografia. II, 8